# Danilo Larangeira
Danilo Larangeira (ur. 10 maja 1984 w São Bernardo do Campo) – brazylijsko-włoski piłkarz występujący na pozycji obrońcy we włoskim klubie Parma Calcio 1913.

## Kariera
Danilo Larangeira karierę rozpoczął w Paulista FC. W Brazylii występował także w Ituano Itu, Athletico Paranaense oraz SE Palmeiras. W 2011 roku wyjechał do Włoch i został graczem Udinese Calcio. Obecnie jest kapitanem zespołu.
Zawodnik posiada brazylijskie i włoskie obywatelstwo. Po odebraniu europejskiego paszportu w styczniu 2015 roku zadeklarował wolę gry w reprezentacji Włoch, ale nigdy nie został powołany do żadnej z kadr.